# مونرو شامبيرس
مونرو شامبيرس هو ممثل كندي، ولد في 29 يوليو 1990 بأجاكس في كندا.

## وصلات خارجية
- مونرو شامبيرس على موقع IMDb (الإنجليزية)
- مونرو شامبيرس على موقع ألو سيني (الفرنسية)
- مونرو شامبيرس على موقع ميوزك برينز (الإنجليزية)
- مونرو شامبيرس على موقع أول موفي (الإنجليزية)
- مونرو شامبيرس على موقع إن إن دي بي (الإنجليزية)
- مونرو شامبيرس على موقع قاعدة بيانات الفيلم (الإنجليزية)
- مونرو شامبيرس على موقع كينوبويسك (الروسية)